# Aphroditella decipiens
Aphroditella decipiens är en ringmaskart som beskrevs av Horst 1916. Aphroditella decipiens ingår i släktet Aphroditella och familjen Aphroditidae. Inga underarter finns listade i Catalogue of Life.